# Agusti Montal
Agusti Montal i Galobart, Agusti Montal y Galobart – prezes klubu FC Barcelona w latach 1946–1952. W listopadzie 1945 roku Montal, księgowy w zarządzie klubu z Katalonii, zdecydował się przerwać wpływ władz hiszpańskich na zmiany trenera, pomimo iż wojna domowa zakończyła się dość dawno. Członkowie i prezes zarządu zaakceptowali pomysł Montala i ten po dziesięciu miesiącach oczekiwania stał się prezesem klubu.
Jego prezesura rozpoczęła się dokładnie 20 września 1946 roku. Jednak sukcesy przyszły dopiero w roku 1952, kiedy to zespół pod wodzą trenera Fernando Daucika zdobył podczas jednego sezonu pięć tytułów - Primera División, Puchar Króla Hiszpanii, Copa Latina, Martini Rossi Trophy i Puchar Eva Duarte. Spowodowało to znaczny wzrost fanów klubu, dlatego też Montal zdecydował się wykupić ziemię pod budowę nowego stadionu - Camp Nou, ponieważ Camp de Les Corts był zbyt mały, aby pomieścić coraz liczniejszą grupę kibiców. 16 lipca 1952 Montal zrezygnował z funkcji prezesa. Natomiast jego miejsce na stanowisku zajął Enric Marti.